# Самандар, Эркин
Эркин Самандар (узб. Erkin Samandar; 22 марта 1935, Хивинский район, Хорезмский округ, Узбекская ССР, СССР — 13 апреля 2024) — узбекский советский журналист, писатель, поэт и драматург, политический и государственный деятель. Заместитель премьер-министра Узбекистана (1990—1993). Заслуженный журналист Узбекской ССР (1989).

## Биография
Эркин Самандаров родился 22 марта 1935 года в Хивинском районе. В 1957 году окончил факультет узбекского языка и литературы Хорезмского педагогического института. Занимал пост редактора Хорезмского областного комитета радиовещания (1959−1961), затем перешёл на работу в хорезмский обком (1963−1967; 1990). 
В разное время занимал должности: главного редактора телевизионной студии «Ёшлик» (1967—1969); директора программ (1969—1975); главного редактора литературно-драматического вещания (1975—1977). Одновременно был заведующим отделом и главным редактором газеты «Хоразм хакикати» (1961—1963; 1977−1990). С 1990 по 1993 годы работал заместителем премьер-министра Узбекистана.
Скончался 13 апреля 2024 года.

## Творчество
Первый сборник стихотворений Самандара узб. Amu jilolari увидел свет в 1966 году. В разное время были изданы сборники: узб. Osmon to‘la nur, узб. Dunyoning yoshligi (1970), узб. Vafo degan gavhar (1975), узб. Sevgi fasllari (1973), узб. Mening yigit vaqtim (1979), узб. Qabul soatlari (1980), узб. Sohildagi bolalar (1982), узб. Saylanma, узб. Yurakka yo‘l. Всего за всю творческую карьеру поэта было издано около 20 стихотворных сборников.
Самандар является автором более ста песен. Наиболее известные циклы стихотворений поэта: «Французская тетрадь», «Девяносто минут» и «Вечерние песни»; дастаны — узб. Osmonning tosh tulpori, узб. Oltin sandiq, узб. Erk sadolari, узб. Ishqiy maktublar. Кроме стихотворений написал несколько пьес на исторические темы — узб. Javohir (1980), узб. Ajdodlar qilichi (1985), узб. Bashorat (1994), узб. Jaloliddin Manguberdi (1999), узб. Arabmuhammad Bahodirxon (2002), узб. Pahlavon Mahmud Piryorvaliy (1995), узб. Suyanch (1996), узб. Ming otlilar diyori (2003); романы узб. Daryosini yo‘qotgan qirg‘oq (1988) и узб. Tangri qudug‘i (1994).

## Награды
- Заслуженный журналист Узбекистана (1989).
- Орден «Дустлик» (2019)[1].